# Lee Eun-Chul
Lee Eun-Chul (n. 3 ianuarie 1967) este un trăgător de tir ce a reprezentat Coreea de Sud, medaliat olimpic. A participat la 5 ediții ale Jocurilor Olimpice (1984, 1988, 1992, 1996, 2008) în care a câștigat o medalie de aur.